# Inmortal (película)
Inmortal es una película de Ciencia ficción, Drama y fantasía argentina de 2020 dirigida por Fernando Spiner. Narra la historia de una mujer que descubre mediante un científico un portal que podría reconectarla con su difunto padre. Está protagonizada por Belén Blanco, Daniel Fanego, Diego Velázquez, Analía Couceyro, Patricio Contreras y Elvira Onetto. La película se estrenó mundialmente el 18 de octubre de 2020 durante el Festival de Cine de Sitges, mientras que su lanzamiento en las salas de cines de Argentina fue el 2 de diciembre de 2021.

## Sinopsis
Cuenta la historia de Ana, una joven que llega a Buenos Aires desde Italia para terminar los trámites de la sucesión de su difunto padre. Durante su estadía, conoce a Benedetti, un científico que le asegura que encontró un portal que los conecta a una dimensión paralela que les permitiría entrar en contacto con los muertos, entre ellos el padre de Ana.

## Elenco
- Belén Blanco como Ana Lauzer
- Daniel Fanego como Dr. Benedetti
- Diego Velázquez como Víctor
- Analía Couceyro como Isadora
- Patricio Contreras como José Lauzer
- Elvira Onetto como Sara
- Federico Liss como Mariano
- Juan Carrasco como Guardia
- Roxana Berco
- Ana María Castel
- Diego Starosta
- Aníbal Guiser como el Relojero

## Recepción

### Comentarios de la crítica
En el sitio web Todas las críticas, la película posee una aprobación del 64% basado 14 reseñas. María Fernanda Mugica de La Nación destacó que «Inmortal construye un suspenso intrigante» y que «la actriz [Blanco] ancla la película con una interpretación de expresividad sutil». Diego Batlle de Otros cines señaló que se trata de «una historia que maneja ideas inteligentes e inquietantes que van de lo espiritual y lo existencial», mientras que «Blanco maneja con suma ductilidad los distintos estados de ánimo por los que va atravesando Ana», aunque cuestionó que «a los efectos visuales parecen faltarles un poco más de tiempo o recursos de postproducción (o ambas cosas)». Diego Brodersen de Página/12 resaltó que «el mejor aspecto de Inmortal es indudablemente el visual. El uso de las locaciones y su recorte a partir de los encuadres y el trabajo de posproducción logran transformar lugares reconocibles de la ciudad en postales extrañadas».
En una reseña para Solo fui al cine, Bruno Calabrese escribió que «Inmortal nos inserta en un relato fantástico atrapante, que deja algunos puntos sin resolver o sin trabajar en profundidad, pero cuyo concepto final es potente y no deja a nadie al margen». Fabio Albornoz de Ociopatas manifestó que la interpretación de Blanco «es muy convincente, incluso cuando existen momentos en los que el film va perdiendo verosimilitud», pero que «el problema sucede cuando los efectos especiales (a los que les falta cocción) comienzan a boicotear la trama y a restarle fuerza a lo construido».

### Premios y nominaciones
| Lista de premios y nominaciones | Lista de premios y nominaciones    | Lista de premios y nominaciones | Lista de premios y nominaciones               | Lista de premios y nominaciones | Lista de premios y nominaciones |
| Año                             | Organización                       | Categoría                       | Nominado/a(s)                                 | Resultado                       | Ref(s)                          |
| ------------------------------- | ---------------------------------- | ------------------------------- | --------------------------------------------- | ------------------------------- | ------------------------------- |
| 2020                            | Festival de Cine de Sitges         | Mejor película                  | Inmortal                                      | Nominado                        | [ 12 ]                          |
| 2021                            | Festival del Cinema de Trieste     | Mejor música original           | Natalia Spiner                                | Ganadora                        | [ 13 ]                          |
| 2021                            | Premios Sur                        | Mejor actriz de reparto         | Analía Couceyro                               | Nominada                        | [ 14 ]                          |
| 2021                            | Premios Sur                        | Mejor sonido                    | Sebastián González                            | Nominado                        | [ 14 ]                          |
| 2022                            | Festival de Cine de Punta del Este | Mejor guion                     | Fernando Spiner, Pablo De Santis y Eva Benito | Ganadores                       | [ 15 ]                          |
| 2022                            | Premios Cóndor de Plata            | Mejor actor de reparto          | Diego Velázquez                               | Nominado                        | [ 16 ]                          |